# 卧龙镇 (梓潼县)
卧龙镇，是中华人民共和国四川省绵阳市梓潼县下辖的一个乡镇级行政单位。

## 行政区划
卧龙镇下辖以下地区：
兴龙社区、金谷村、丰谷村、栏河村、响水村、青春村、桂花村、龙洞村、光明村、九柏村和五一村。